# Abjan (muhafaza)
Abjan (arap. أبين) je jedna od 20 jemenskih muhafaza. Ova pokrajina nalazi se na jugu zemlje uz obale Arapskog mora.
Abyan ima površinu od 24.131 km² i 432.529 stanovnika, a gustoća naseljenosti iznosi 17,9 st./km². 
Pokrajina Abjan povijesno je bila dio Sultanata Fadhli. U novije vrijeme tu su bile baze Adensko-Abyanske islamske armije (teroristička skupina). Glavni grad ove pokrajine je Zinjibar.